# Raionul Cicelnic, județul Balta
Raionul Cicelnic a fost unul din cele șapte raioane ale județului Balta din Guvernământul Transnistriei între 1941 și 1944.

## Localități
- Cecelnîk